# Route nationale 151 (France)
Pour les articles homonymes, voir N151 et Route nationale 151.
La route nationale 151, ou RN 151, est une route nationale française reliant Déols (Indre) à Auxerre (Yonne).
La section entre Bourges et Auxerre fait partie du grand contournement de Paris.

## Historique
- Avant les déclassements de 1972, la RN 151 allait de Poitiers à Givry avec tronc commun avec la RN 20 entre Lothiers et Châteauroux.
- Après les déclassements de 1972 et jusqu'en 2006, le nouveau tracé de la RN 151 avait été défini de Poitiers à Auxerre en utilisant la section Clamecy - Auxerre qui appartenait à la RN 77 ; la section de Clamecy à Givry a été déclassée en RD 951.
- Après les déclassements de 2006, la RN 151 est devenue RD 951 entre Poitiers et l'A 20 à Lothiers.

Le décret du 5 décembre 2005 conserve dans le réseau routier national cette section entre Châteauroux et Auxerre au titre de la liaison de Châteauroux à Bourges, Auxerre et Troyes, sauf dans Bourges où la route nationale 142 reste classée à la place.

## Gestion
La RN 151 est gérée par la DIR Centre-Ouest de Châteauroux à La Charité-sur-Loire et par la DIR Centre-Est de La Charité jusqu'à Auxerre. Quant au tronçon déclassé, il est géré par les conseils généraux de la Vienne et de l'Indre.

## Tracé

### De Poitiers à l'A 20 (D 951)
Les communes traversées sont :
- Poitiers
- Mignaloux-Beauvoir
- Saint-Julien-l'Ars
- Chauvigny
- Saint-Savin
- Le Blanc
- Saint-Gaultier
- Lothiers, commune de Luant, où elle rencontre l'A20

### De Châteauroux à Auxerre

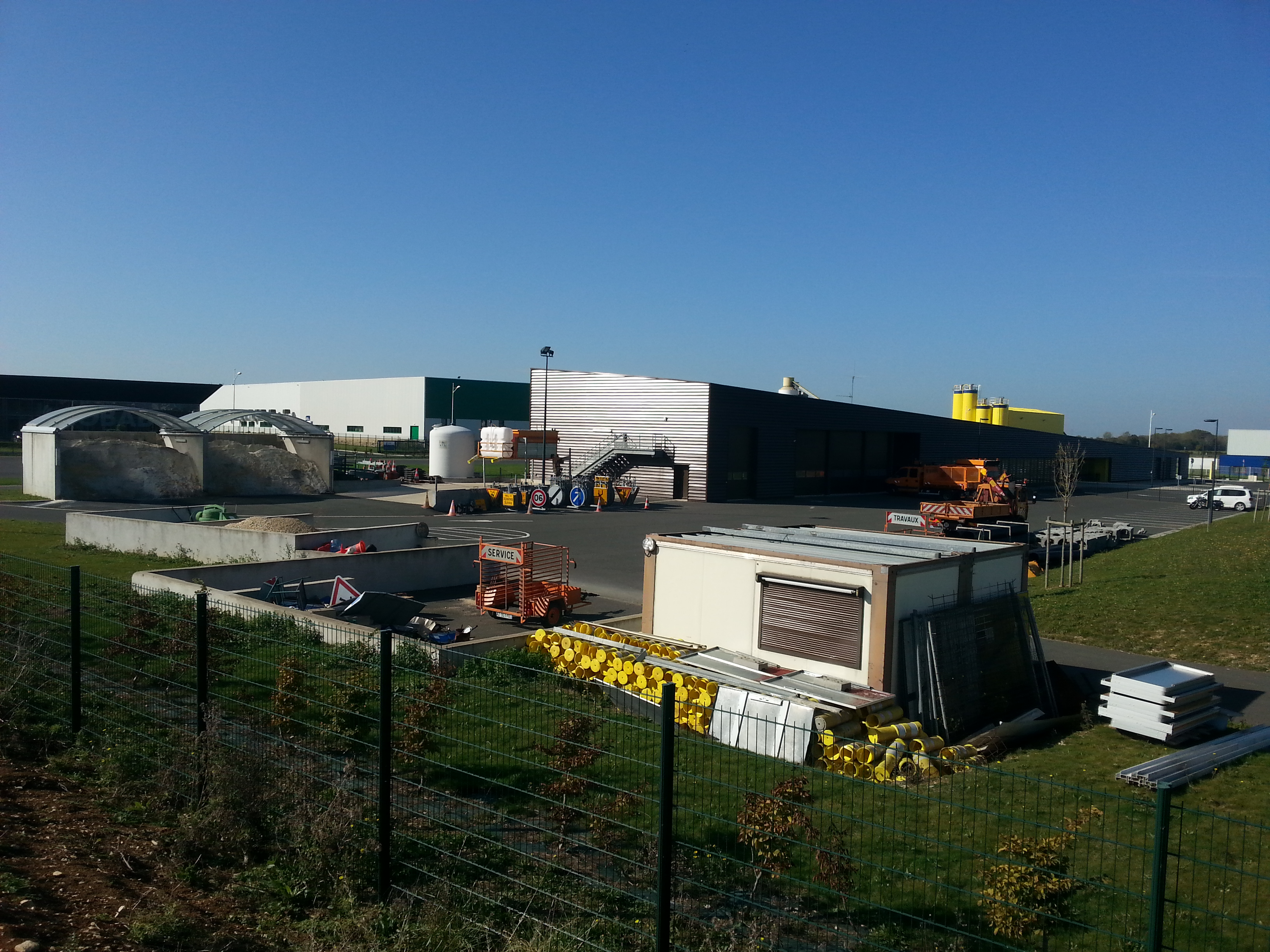
Le point d'appui de Châteauroux, de la DIR Centre-Ouest.

Les communes traversées sont :
- Déols
- Montierchaume
- Neuvy Pailloux
- Issoudun
- Chârost
- Saint-Florent-sur-Cher
- Bourges
- Saint Germain du Puy
- Moulins-sur-Yèvre (Maubranche)
- Nohant-en-Goût
- Brécy (La Poste)
- Villabon (Rousseland)
- Gron
- Chaumoux-Marcilly (Le Corbet)
- Sévry
- Charentonnay
- Sancergues
- La Chapelle-Montlinard
- La Charité-sur-Loire
- Varzy
- Clamecy (contournée)
- Coulanges-sur-Yonne
- Courson-les-Carrières
- Auxerre

## Ancien tracé de Clamecy à Givry (D 951)
- Varzy
- Clamecy
- Dornecy
- Vézelay
- Givry

## Tourisme
Elle constitue une partie de la route Buissonnière entre Courson-les-Carrières et Dornecy via Clamecy ; une pancarte figurant un lapin orange sert de balise à l'entrée ou à la sortie de certaines localités.